# Setge de Tolosa (844)
El setge de Tolosa són les operacions militars contra la ciutat de Tolosa, en mans de Pipí II d'Aquitània des del 842, fetes pel rei Carles II el Calb, Guerí de Provença i Egfrid (Acfred ?).
Carles va anar el 844 a combatre a Pipí sortint el dia de l'Epifania i arribant amb la reina Ermentruda d'Orleans amb la idea de passar al país la resta de l'hivern; el 4 d'abril del 844 va passar per Sairac, a la vora del Tarn. En aquest lloc va donar una carta de confirmació en favor de la seva església al bisbe de Tolosa Samuel, i al mateix temps en va donar altres als monestirs de Santa Maria i Sant Sadurní, a Tolosa, sempre confirmant els béns. Després va recórrer Aquitània intentant sotmetre-la al seu domini, es va dirigir a Tolosa que pensava assetjar; estava ja prop de la ciutat al final d'abril quan va concedir dues cartes a vassalls de Septimània: en una confirmava les possessions de Mèze i de la Tour a la diòcesi d'Agde, a uns hispanii establerts al lloc; en una altra confirmava la possessió d'una casa i una església a Cesseres (a Menerba) a un tal Hilderic. Aquestes cartes apareixen datades al palau de Ferrus el 29 i 30 d'abril. Aquest palau de Ferrus seria el Castell Ferrus, un castell i poble a la riba esquerra de la Garona a uns 5 km de Castelsarrasin.
L'11 de maig del 844 estava acampat davant de Tolosa; durant el setge va donar diverses cartes i segons aquestes estava allotjat al monestir de Sant Sadurní de Tolosa, llavors fora de la ciutat (en aquestes cartes s'assenyala: "mentre estem assetjant Tolosa"); en concedí una l'11 de maig a favor de Domnuli abat de Sant Pere de Besalú a la diòcesi de Girona; el 13 de maig una a Eleazar, abat de Sant Pere de Cubières, al Rasès, a la diòcesi de Narbona, abadia que agafava sota la seva protecció especial com si fos de fundació reial; una altra a l'abat Elies de la Grassa; i una altra a Centul abat de Sant Policarp; el 19 de maig havia fet examinar per Notó d'Arle, Elmerad comte palatí, el comte i marquès Sunifred I i el comte Sunyer I d'Empúries i Rosselló (838-848) les queixes dels hispanii de la diòcesi de Besiers als que es disputava la possessió hereditària dels llocs d'Aspiran i Alignan, i sobre la base dels informes elaborats pels quatre designats, aquests hispanii foren mantinguts en la possessió de les terres en litigi i foren confirmats en els privilegis per una carta; el 20 de maig va donar diploma a David abat de Sant Llorenç a la riba del Niesle o Nielle, i vers el mateix dia a Hilderic, abat de Caunes i Adalbert abat de Castres; el 31 de maig Berari arquebisbe de Narbona en va obtenir un diploma o carta per la qual la seva església obtenia el poble de Cesseras; el 5 de juny acordava un diploma a l'hispà Teofrid fill de Joan al que Carlemany havia cedit el lloc de Fontjoncouse; el mateix dia donà un diploma a favor del monestir de Santa Grata a Urgell; l'11 de juny va confirmar a petició de Gondemar bisbe de Girona, els privilegis d'aquesta església; en va donar un altre al 20 de juny en què acordava a l'església de Narbona la confirmació de tots els seus béns. El 25 de juny va donar el darrer diploma a l'abat Recesvind del monestir de Santa Maria d'Arle (diocesi d'Elna).
En aquest temps també va tenir una dieta al monestir de Sant Sadurní de Tolosa en què va dictar una capitular datada al monestir el mes de juny en favor dels clergues de Septimània que es queixaven de les vexacions dels bisbes, que hauria de ser confirmada en un concili, però mentre es regulaven les retribucions que els bisbes podien obtenir dels clergues.
Carles va estar davant Tolosa almenys entre l'11 de maig i el 25 de juny però no hi ha cap prova de la conquesta de la ciutat i sembla quasi segur que finalment va aixecar el setge. Potser en aquestes operacions o ja abans Bernat de Septimània fou capturat en una acció afortunada per Guerí de Provença i presentat a Carles que el va fer executar. El 19 de maig ja l'havia succeït Sunifred I doncs és esmentat en un diploma, i sembla que presentava un informe que hauria elaborat anteriorment, cosa que fa versemblant la tesi de Pierre Andoque que Bernat hagués estat capturat per Guerí a finals del 843 i Sunifred nomenat al seu lloc a començament del 844, encara que Bernat no fos executat fins al maig o juny, quan el rei va arribar a la zona de Tolosa i va convocar una dieta per jutjar-lo per crim de lesa majestat, dieta que seria diferent de la celebrada el juny al monestir de Sant Sadruní. Algunes fonts diuen que fou mort pel mateix rei de manera inesperada (incautum & nihil mali ab eo suspicantem occidit). Un fragment que recull una narració d'un tal Odo Ariberti explica en detall la mort de Bernat, però es tracta només de la llegenda popular amplificada per aquest narrador: Bernat va signar un acord de pau amb Carles que van segellar amb sang; quan Bernat va anar al monestir de Sant Sadurní per oferir la seva submissió al rei, aquest, que estava assegut al tron, es va aixecar per abraçar-lo però amb la mà dreta li va clavar un punyal; Carles va tornar cap al tron i va posar el peu damunt el duc caigut dient "Desgracia per tu que et vas atrevir a tacar el llit del meu pare i el teu senyor" i l'historiador afegeix que la semblança entre Bernat i Carles era deguda - i provava- a les relacions il·lictes entre Bernat i Judit. Bernat hauria restat sense sepultar durant dos dies a la porta del monestir de Sant Sadurní fins que Samuel, bisbe de Tolosa, aprofitant que Carles havia sortit de cacera al bosc de Baziége, el va fer enterrar el tercer dia, amb presència massiva del poble i va escriure un epitafi a la seva tomba; el rei es va molestar amb Samuel i el va fer cridar tres vegades però el prelat va refusar comparèixer i va demanar sotmetre's al judici dels bisbes; el rei no ho va acceptar i el va fer condemnar a cinc-cents sous de multa i va fer destruir la tomba de Bernat; els bisbes del país, ofesos per aquesta sentència contrària a dret, van demanar comptes al rei a l'assemblea de Chavignon, uns mesos després, però el rei va assegurar que mai permetria que els bisbes quedessin exclosos de la jurisdicció reial o secular en relació als drets reials i les lleis del regne i que era costum ancestral no enterrar amb pregàries als que havien mort per crims, ni posar epitafis a les tombes.
El seu fill Guillem de Septimània l'hauria succeït en el comandament a Tolosa com a comte i duc de Tolosa per Pipí, no reconegut per Carles el Calb.